# Marathon van Xiamen 2009
De marathon van Xiamen 2009 werd gelopen op zaterdag 3 januari 2009. Het was de zevende editie van de marathon van Xiamen, dat tevens dienstdeed als Chinees kampioenschap op de marathon. De Keniaan Samuel Muturi kwam als eerste over de streep in 2:08.51. De Chinese Rong Chen won bij de vrouwen in 2:29.52.
Aan het evenement namen 4314 marathonlopers deel waarvan 423 vrouwen.

## Uitslagen

### Mannen
| rang   | naam              | land | tijd    |
| ------ | ----------------- | ---- | ------- |
| Goud   | Samuel Muturi     | KEN  | 2:08.51 |
| Zilver | Negari Terfa      | ETH  | 2:09.01 |
| Brons  | Rachid Kishri     | MAR  | 2:10.33 |
| 4      | Sammy Kurgat      | KEN  | 2:11.00 |
| 5      | Frederick Cherono | KEN  | 2:12.31 |
| 6      | Elias Kiptum      | KEN  | 2:13.12 |
| 7      | Yanmin Hou        | MAR  | 2:13.26 |
| 8      | Longyun Ren       | MAR  | 2:15.05 |
| 9      | Haiyang Deng      | MAR  | 2:15.48 |
| 10     | Zachary Njoroge   | KEN  | 2:16.07 |

### Vrouwen
| rang   | naam           | land | tijd    |
| ------ | -------------- | ---- | ------- |
| Goud   | Chen Rong      | CHN  | 2:29.52 |
| Zilver | Zhang Yingying | CHN  | 2:32.57 |
| Brons  | Wangj Jiali    | CHN  | 2:33.58 |
| 4      | Feng Aiping    | CHN  | 2:35.05 |
| 5      | Zheng Wemong   | CHN  | 2:36.08 |
| 6      | Jin Lingling   | CHN  | 2:39.15 |
| 7      | Zhu Yingying   | CHN  | 2:39.40 |
| 8      | Wei Yanan      | CHN  | 2:40.35 |
| 9      | Xu Junliang    | CHN  | 2:42.30 |
| 10     | Zhang Xin      | CHN  | 2:42.40 |

2003 ·
2004 ·
2005 ·
2006 ·
2007 ·
2008 ·
2009 ·
2010 ·
2011 · 
2012 ·
2013 · 
2014 ·
2015 ·
2016 ·
2017